# Selaginella vernicosa
Selaginella vernicosa är en mosslummerväxtart som beskrevs av Bak.. Selaginella vernicosa ingår i släktet mosslumrar, och familjen mosslummerväxter. Inga underarter finns listade i Catalogue of Life.